# たいげい型潜水艦
たいげい型潜水艦（たいげいがた せんすいかん、英語: Taigei-class submarine）は、海上自衛隊の通常動力型潜水艦の艦級。先行するそうりゅう型11・12番艦（27・28SS）と同様にリチウムイオン蓄電池を搭載するが、その性能を最大限に活用できるように設計を改訂するなどした発展型として、平成29年度計画より建造を開始した。ネームシップの建造費は約800億円。

## 来歴
海上自衛隊の潜水艦は、平成16年度予算での建造分より、2,900トン型（そうりゅう型）に移行した。これは先行する2,700トン型（おやしお型）をもとにした発展型で、特にスターリングエンジンによる非大気依存推進（AIP）システムを導入したことが注目された。同システムは高出力の発揮は望めないものの、シュノーケルを使用せずとも長期間潜航できることから、電池容量を温存できるようになり、従来よりもダイナミックな作戦行動を可能とするものと期待された。
一方、技術研究本部では、平成9年度より、次世代の潜水艦用蓄電池としてリチウムイオン蓄電池の開発に着手していた。従来、潜水艦用蓄電池としては鉛蓄電池が用いられてきたが、リチウムイオン蓄電池は多くの優れた特性を備えており、潜水艦にとっては非常に望ましいものであった。当初はそうりゅう型5番艦（20SS）、次には23中期防の7番艦（23SS）からこれを導入することが検討されたが、結局、そうりゅう型11番艦（27SS）から搭載されることなった。
当初は平成28年度計画艦から新型化されるともみられていたが、リチウムイオン蓄電池の他にも多くの新技術の導入が予定されていたこともあって、1年度先送りされて平成29年度計画艦が1番艦となった。それでも後述する新型ディーゼル機関の装備は、4番艦以降となっている。

## 設計

### 船体
本型は、27SS（2,950トン型）をもとに艦型を3,000トン型に拡大し、リチウムイオン蓄電池の搭載を前提に、最大限に能力を発揮できるように設計されている。
船体構造における新機軸が、浮架台の採用である。これは諸外国の潜水艦で採用が進みつつある浮き甲板（フローティング・デッキ）と同様の構造により、低雑音化・耐衝撃特性向上を図るものである。技術研究本部では、音波吸収材や反射材の最適装備法等とともに「被探知防止・耐衝撃潜水艦構造の研究」として開発されており、平成19から23年度で試作、平成22から26年度で試験が行われた。一方で、浮架台の採用は艦内容積の減少、居住性の悪化に繋がる。
潜水艦への女性自衛官配置制限の解除を受けて、居住区内に仕切り等を設けて女性用寝室を確保するとともに、シャワー室の通路にカーテンを設けるなど、女性自衛官の勤務に対応した艤装が行われている。
建造開始後も本型に関する研究開発は行われており、各種駆動装置から発生する雑音を低減する新型の駆動装置を開発する「潜水艦用静粛型駆動システムの研究」（平成30年度から令和3年度で研究試作、令和3・4年度で試験）が行われている。

### 機関
上記の経緯より、海上自衛隊では、そうりゅう型の11番艦である27SS「おうりゅう」よりリチウムイオン蓄電池を導入した。同艦はそうりゅう型に属するとはいえ、単に鉛蓄電池をリチウムイオン蓄電池に変更するだけでなく、同型の目玉装備だったはずのスターリングAIPシステムも廃止して、その分の容積・重量もリチウムイオン蓄電池の搭載に振り向けており、機関部の設計は大きく変化した。しかしその一方で、基本設計はあくまでそうりゅう型と同一であり、リチウムイオン蓄電池を最大限に活用できるようにはなっていなかった。
これに対し、本型では、基本設計の段階からリチウムイオン蓄電池の搭載を織り込んで、その特性を最大限に引き出すように配慮されている。このために実施されたのが「スノーケル発電システム」の開発で、平成22～26年度で試作、平成26・27年度で試験が行われた。これは、大きな電流による継続的な充電に対応できるというリチウムイオン蓄電池の特性を最大限に活かして、従来より高出力かつ急激な負荷の変動に対応できるディーゼルエンジンおよび発電機とともに、給排気量の増大に対応したシュノーケル・マストを開発し、更にはその被探知防止対策までを含んだ、広範なシステムの開発であった。
上記の新型ディーゼル機関開発は防衛省技術研究本部（現：防衛装備庁）の事業に川崎重工業が参画して行われたが、本型の建造開始には間に合わず3番艦まではそうりゅう型と同じ25/25SB型を搭載した。新型機関は25/31型で、4番艦（02SS）から搭載。
軸馬力は、海上幕僚監部の資料ではたいげい型の機関出力は全て4,413kW（6,000仏馬力）となっている。

## 装備
本型では、光ファイバー技術を用いた新型の高性能ソナーシステムを装備して、探知能力が向上している。防衛省では、平成18年度より「次世代潜水艦用ソーナーの研究」に着手しており、平成21年度にかけて研究試作を実施したのち、平成20・21年度まで所内試験を実施した。これは艦首型アレイのコンフォーマル化および側面型アレイの吸音材一体面受波器化による開口拡大、光ファイバー受波アレイ技術による曳航型アレイの指向性補償処理による探知能力の向上、信号処理部における探知情報の自動統合アルゴリズムの構築等による異種ソナー間の探知情報自動統合化を図ったものであった。
またそうりゅう型では貫通型・非貫通型が1本ずつ搭載された潜望鏡は、たいげい型では非貫通型のみとなっている。
本型の魚雷発射管は艦首最前部に集約されており、ここから発射する魚雷としては、最新の18式魚雷が見込まれている。水雷兵器以外にも潜水艦発射型対艦ミサイルであるハープーン・ブロック2（UGM-84L）も搭載できる。国際軍事情報グループの英ジェーンズによると、このミサイルの射程は248キロ、接近すれば対地兵器としても使用可能とされ、敵基地攻撃能力の1つにもなり得る。
アメリカ国防安全保障協力局（DSCA）は2015年5月、国務省が日本へこのUGM-84Lミサイルと関連機器、部品、サポートなどを、対外有償軍事援助（FMS）で輸出することを承認した。日本政府がUGM-84Lミサイル48基とコンテナ、予備部品、支援機器、技術資料、訓練、各種サポートなどを要求し、推定コストは1.99億ドル（230億円）と推定された。

## 比較表
|            |            | たいげい型                   | そうりゅう型           | そうりゅう型                   | おやしお型          | はるしお型          | ゆうしお型          | うずしお型          |
| 11番艦から | 10番艦まで | たいげい型                   |                        |                                | おやしお型          | はるしお型          | ゆうしお型          | うずしお型          |
| ---------- | ---------- | ---------------------------- | ---------------------- | ------------------------------ | ------------------- | ------------------- | ------------------- | ------------------- |
| 船体       | 船型       | 葉巻型                       | 葉巻型                 | 葉巻型                         | 葉巻型              | 涙滴型              | 涙滴型              | 涙滴型              |
| 船体       | 基準排水量 | 3,000トン                    | 2,950トン              | 2,950トン                      | 2,750トン           | 2,450トン           | 2,200トン           | 1,850トン           |
| 船体       | 水中排水量 | 不明                         | 4,200トン              | 4,200トン                      | 3,500トン           | 3,200トン           | 2,900トン           | 2,450トン           |
| 船体       | 全長       | 84.0 m                       | 84.0 m                 | 84.0 m                         | 82.0 m              | 77.0 m              | 76.0 m              | 72.0 m              |
| 船体       | 全幅       | 9.1 m                        | 9.1 m                  | 9.1 m                          | 8.9 m               | 10.0 m              | 9.9 m               | 9.9 m               |
| 船体       | 深さ       | 10.4 m                       | 10.3 m                 | 10.3 m                         | 10.3 m              | 10.5 m              | 10.2 m              | 10.1 m              |
| 船体       | 吃水       | 不明                         | 8.5 m                  | 8.5 m                          | 7.4 m               | 7.7 m               | 7.4 m               | 7.5 m               |
| 主機       | 機関       | ディーゼル+電動機            | ディーゼル+電動機      | ディーゼル+スターリング+電動機 | ディーゼル+電動機   | ディーゼル+電動機   | ディーゼル+電動機   | ディーゼル+電動機   |
| 主機       | 方式       | D・E                         | D・E                   | D・S・E                        | D・E                | D・E                | D・E                | D・E                |
| 主機       | 水上出力   | 不明                         | 3,900 PS               | 3,900 PS                       | 3,400 PS            | 3,400 PS            | 3,400 PS            | 3,400 PS            |
| 主機       | 水中出力   | 6,000 PS                     | 8,000 PS               | 8,000 PS                       | 7,700 PS            | 7,200 PS            | 7,200 PS            | 7,200 PS            |
| 主機       | 水上速力   | 不明                         | 13ノット               | 13ノット                       | 12ノット            | 12ノット            | 12ノット            | 12ノット            |
| 主機       | 水中速力   | 20ノット                     | 20ノット               | 20ノット                       | 20ノット            | 20ノット            | 20ノット            | 20ノット            |
| 兵装       | 水雷       | 533mm魚雷発射管×6門          | 533mm魚雷発射管×6門    | 533mm魚雷発射管×6門            | 533mm魚雷発射管×6門 | 533mm魚雷発射管×6門 | 533mm魚雷発射管×6門 | 533mm魚雷発射管×6門 |
| 兵装       | その他     | 潜水艦魚雷防御システム       | 潜水艦魚雷防御システム | 潜水艦魚雷防御システム         | ―                   | ―                   | ―                   | ―                   |
| 同型艦数   | 同型艦数   | 3隻 （1隻艤装中、3隻建造中） | 12隻                   | 12隻                           | 11隻                | 7隻 （退役）        | 10隻 （退役）       | 7隻 （退役）        |

## 同型艦

### 一覧表
| 艦番号          | 艦名                            | 建造                  | 起工                        | 進水                        | 竣工                       | 試験潜水艦への 艦種変更   | 所属                                |
| --------------- | ------------------------------- | --------------------- | --------------------------- | --------------------------- | -------------------------- | ------------------------- | ----------------------------------- |
| SS-513 SSE-6201 | たいげい                        | 三菱重工業 神戸造船所 | 2018年 （平成30年） 3月16日 | 2020年 （令和2年） 10月14日 | 2022年 （令和4年） 3月9日  | 2024年 （令和6年） 3月8日 | 潜水艦隊第11潜水隊 （横須賀基地）   |
| SS-514          | はくげい                        | 川崎重工業 神戸工場   | 2019年 （平成31年） 1月25日 | 2021年 （令和3年） 10月14日 | 2023年 （令和5年） 3月20日 | -------                   | 第1潜水隊群第1潜水隊 （呉基地）     |
| SS-515          | じんげい                        | 三菱重工業 神戸造船所 | 2020年 （令和2年） 4月24日  | 2022年 （令和4年） 10月12日 | 2024年 （令和6年） 3月8日  | -------                   | 第2潜水隊群第4潜水隊 （横須賀基地） |
| SS-516          | らいげい                        | 川崎重工業 神戸工場   | 2021年 （令和3年） 3月26日  | 2023年 （令和5年） 10月17日 | 2025年 （令和7年） 3月6日  | -------                   | 第1潜水隊群第1潜水隊 （呉基地）     |
| SS-517          | ちょうげい                      | 三菱重工業 神戸造船所 | 2022年 （令和4年） 4月19日  | 2024年 （令和6年） 10月4日  | 2026年 （令和8年） 3月予定 |                           |                                     |
| SS-518          | 令和4年度計画 8133号艦 （04SS） | 川崎重工業 神戸工場   | 2023年 （令和5年） 3月28日  | 2025年 （令和7年） 予定     | 2027年 （令和9年） 3月予定 |                           |                                     |
| SS-519          | 令和5年度計画 8134号艦 （05SS） | 三菱重工業 神戸造船所 | 2024年 （令和6年） 4月17日  | 2026年 （令和8年） 予定     | 2028年 （令和10年） 予定   |                           |                                     |
| SS-520          | 令和6年度計画 8135号艦 （06SS） | 川崎重工業 神戸工場   | 2024年 （令和6年） 12月19日 | 2027年 （令和9年） 予定     | 2029年 （令和11年） 予定   |                           |                                     |

### 運用史
ネームシップは平成29年度計画で建造されており、2020年10月14日に命名・進水式が行われた。同艦は「平成31年度以降に係る防衛計画の大綱について」に、建造中であるにもかかわらず試験潜水艦への種別変更予定が記載された。これにより今まで通常の潜水艦が持ち回りで行った試験を専任の試験潜水艦が担当することで、他の潜水艦の稼働日数を増やすと共に試験完了の加速を目指す。2022年3月の時点では、どの艦が試験潜水艦になるのかは決まっていなかったが、「じんげい」の就役とともに「たいげい」が試験潜水艦に種別変更され、艦番号が「SSE-6201」に変更。
続く2番艦の命名・進水式は、2021年10月14日に川崎重工業神戸工場で行われ、「はくげい」と名付けられた。海上幕僚監部広報室によると、艦名の「はくげい」は漢字では「白鯨」と書き、白いマッコウクジラを意味する。海上自衛隊で「はくげい」と命名するのは初めてで、旧日本海軍での命名実績もない。艦名は海自の部隊などから募集し、各種検討を踏まえた結果、岸信夫防衛相が決定した。
3番艦の命名式・進水式は 2022年10月12日に三菱重工業神戸造船所で行われ、「じんげい」と名付けられた。海上幕僚監部広報室によると「じんげい」は漢字で「迅鯨」と書き、「海の王者たる鯨が波をけたてて疾走するさまを表現したもの」に由来しこの名を受け継いだ日本の艦艇としては、旧海軍の外輪船で御召艦「迅鯨」、迅鯨型潜水母艦1番艦「迅鯨」に続き、3代目となる。
4番艦の命名式・進水式は2023年10月17日に川崎重工業神戸造船所で行われ、「らいげい」と名付けられた。「らいげい」は漢字で「雷鯨」と書き、力強さを表す「雷」と巨大な「鯨」を組み合わせて名づけられた。旧日本海軍での命名実績はない。